# Ozodiceromya melanoneura
Ozodiceromya melanoneura är en tvåvingeart som först beskrevs av Friedrich Hermann Loew 1872.  Ozodiceromya melanoneura ingår i släktet Ozodiceromya och familjen stilettflugor.
Artens utbredningsområde är Kalifornien. Inga underarter finns listade i Catalogue of Life.